# Винтерсвейк

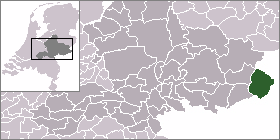
Расположение общины на карте Нидерландов

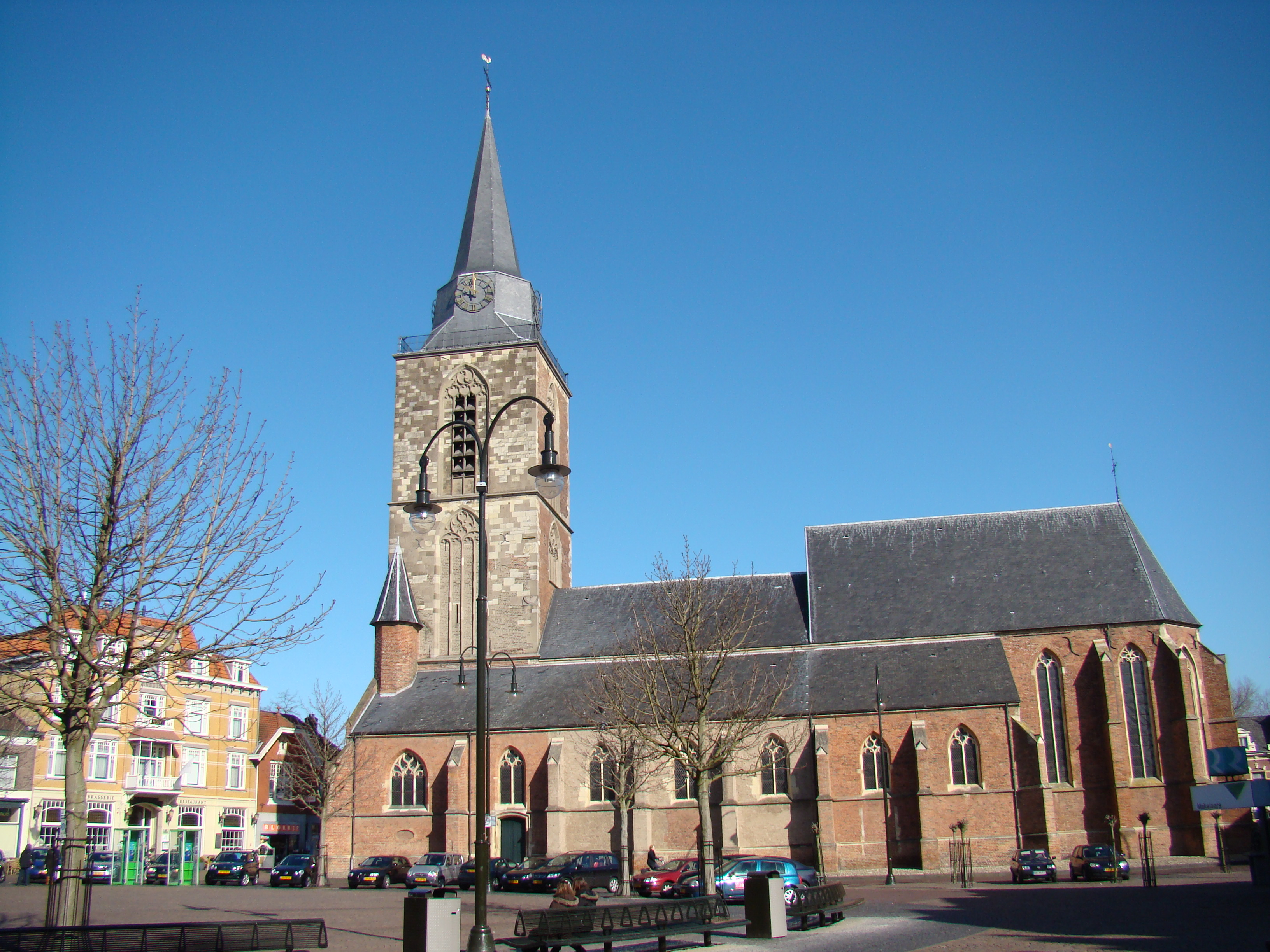

Винтерсвейк (нидерл. Winterswijk) — город и община в Нидерландах.

## География
Винтверсвейк находится на крайнем востоке Нидерландов и провинции Гелдерланд, на самой границе Нидерландов и Германии; территория общины Винтерсвейк с трёх сторон окружена немецкой территорией.

## История
Винтерсвейк впервые письменно упоминается около 1000 года. Вплоть до начала XIX века он представлял собой небольшой крестьянский хутор, расположенный на краю известнякового плато. Позднее здесь разрабатывались образовавшиеся в триасовый период известняки. Геологи при своих изысканиях находили здесь представляющие научный интерес палеонтологические окаменелости. В летнее время в местных разработках проводятся геологические экскурсии — единственные такого рода в Нидерландах.
С 1870 года Винтерсвейк начал развиваться как центр текстильного производства. В 1878 году в интересах текстильной промышленности город был связан железнодорожной линией с Зютфеном.
В 2005 году в Винтерсвейке открыт памятник художнику Питу Мондриану, жившему в молодости в этом городе.

## Состав общины
В общину Винтерсвейк входят следующие населённые пункты:
- Винтерсвейк
- Меддо
- Корле
- Бринкхёрне
- Хенксел
- Хюппел
- Коттен
- Мисте
- Ратюм
- Волд

## Уроженцы
- Геррит Комрей — писатель
- Ян Виллем ван Оттерло — дирижёр